# Lee Dong-jun (Schiedsrichter)
Lee Dong-jun (* 10. Juni 1983) ist ein südkoreanischer Fußballschiedsrichter. Er ist seit 2011 K-League- und seit 2010 FIFA-Schiedsrichter. Er pfeift Spiele der K League Classic, der K League Challenge und Freundschaftsspiele.